# Ikkyū Sōjun
(Ikkyū 一休)
Ikkyū Sōjun (一休 宗純?; Kyoto, 1394 – Kyōtanabe, 1481) è stato un monaco buddhista, abate e poeta giapponese, considerato da molti il più eccentrico e iconoclasta tra i maestri zen. Oltre a insegnare lo zen, si dedicò a diverse arti, come la calligrafia, il teatro, la cerimonia del tè, la pittura e la letteratura, scrivendo molte poesie, spesso anche di genere erotico, e prose di ispirazione religiosa..

## La vita
Maestro buddista zen, è comunemente ritenuto figlio illegittimo dell'imperatore Gokomatsu (後小松天皇 Gokomatsu-tennō, 1377-1433, regno: 1392-1412) e di una dama di corte di basso rango. 

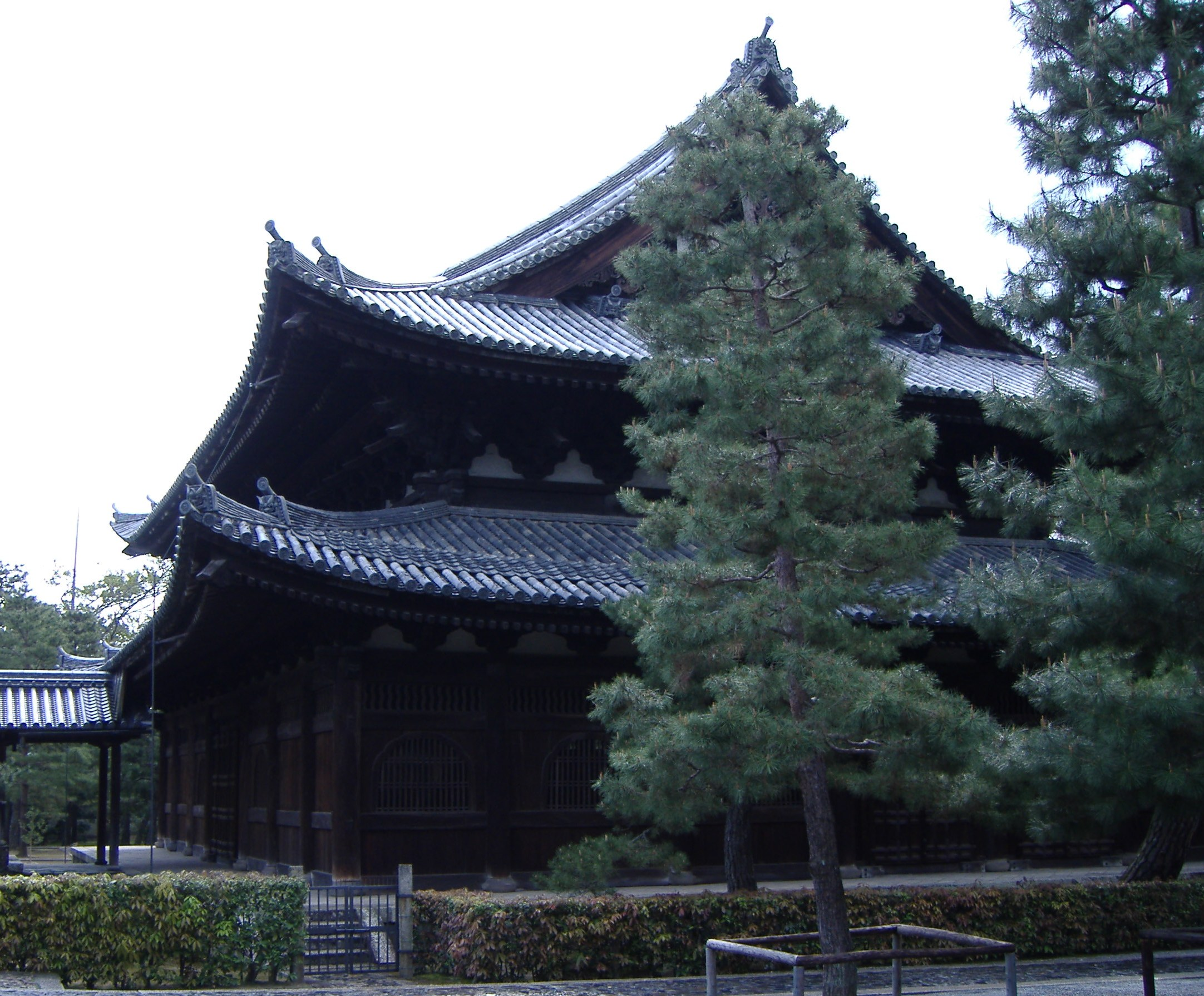
Uno dei padiglioni del monastero Daitoku-ji (大徳寺) di Kyoto che ebbe Ikkyū come abate a partire dal 1474 fino alla sua morte nel 1481.

Abbandonato dalla madre nel tempio buddista zen di istituzione Gozan (五山), l'Ankoku-ji (安国寺) di Kyoto, Ikkyū trascorse l'infanzia tra questo tempio e il Tenryū-ji (天龍寺), sempre a Kyoto e anch'esso di istituzione Gozan. Durante la sua vita ebbe diversi incontri con il padre naturale, dopo la sua abdicazione al trono imperiale.
Nel 1410, Ikkyū lasciò il Tenryū-ji per trasferirsi in un eremo sotto la guida di Ken'ō Sōi (謙翁宗為 ?-1414). Da notare che questo maestro zen, Ken'ō Sōi, era privo di un formale certificato di illuminazione (印可, inka) e proveniva dai monasteri Daitoku-ji (大徳寺) e Myōshin-ji (妙心寺) che da tempo erano usciti dall'orbita del Gozan, quest'ultima una istituzione sostenuta dagli stessi shōgun. 

Tale scelta dimostra quanto Ikkyū fosse, fin dall'adolescenza, insofferente nei confronti degli aspetti formali delle istituzioni zen, mirando piuttosto ai contenuti della tradizione di questa scuola buddista. La prevalenza per Ikkyū del contenuto rispetto alla formalità degli insegnamenti venne confermata dal fatto che, dopo la morte di Ken'ō Sōi nel 1414, egli si trasferì al Daitoku-ji di Kyoto, sotto la guida del ventiduesimo abate di questo monastero, Kasō Sōdon (華叟宗曇, 1352-1428), con cui studiò presso un piccolo eremo a Katada sulle rive del Lago Biwa e dove, nel 1420 all'età di ventisei anni, raggiunse il satori (悟り), l'"illuminazione" nello Zen, al grido di una cornacchia mentre meditava su una barca: 

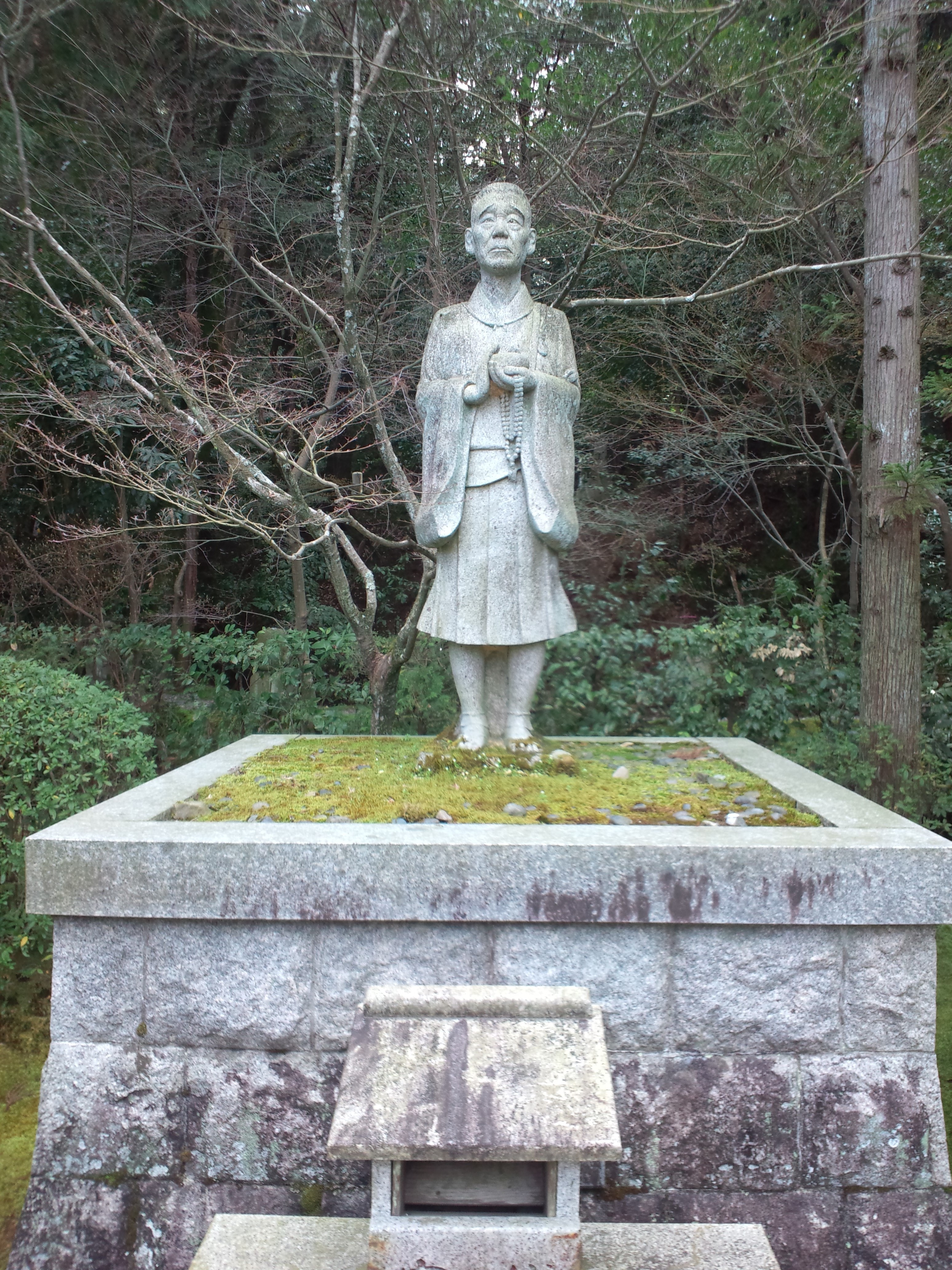
Statua di Ikkyu nel tempio di Ikkyuji, dove è sepolto.

Ma anche Ikkyū, come Ken'ō Sōi, rifiutò il certificato di illuminazione offertogli dal suo maestro. Poco tempo dopo questo avvenimento, Ikkyū lasciò Katada, probabilmente per dei contrasti intercorsi con lo stesso Kasō Sōdon, dirigendosi verso Sakai dove presto conquistò fama di grande eccentrico frequentando postriboli e taverne. 
Ikkyū avrà modo di sostenere più volte che questi luoghi erano di gran lunghi più adatti all'"illuminazione" buddista rispetto ai corrotti monasteri di Kyoto. In questo periodo, iniziò la sua lunga vita di monaco itinerante, assumendo il nome di Kyōun (狂雲, Nuvola folle) cui fece riferimento nel titolo della sua raccolta poetica più importante: Kyōunshū (狂雲集, Raccolta della Nuvola folle). Nonostante il suo profondo rispetto per il Buddha e la sua spiritualità, la sua iconoclastia e irriverenza è ricordata anche in un famoso koan ripreso da uno precedente di origine cinese:
Poiché faceva freddo, per non morire congelato, aveva preso una statua di legno del Buddha e le aveva dato fuoco. 
Il sacerdote del tempio, vedendo le fiamme, si era svegliato ed era accorso: credeva che si trattasse di un incendio. 
Quando vide quel che succedeva, fu sconvolto dal sacrilegio. "Che cosa hai fatto?" gridò. "Hai bruciato il corpo del Buddha!" 
Il maestro prese un bastone e si mise a frugare tra le ceneri. 
"E ora che cosa fai?" gli domandò il sacerdote. 
"Cerco le ossa del Buddha." 
"Quali ossa? Non vedi che è una statua di legno?" 
"Allora, per favore, portami un altro Buddha da bruciare."»
Presto anche il Daitoku-ji divenne bersaglio dei suoi strali, nonostante fosse stato, per un breve periodo nel 1440, abate di un padiglione minore di questo monastero, il Nyoi-an. La nomina ad abate di Yōsō Sōi (養叟宗頤, 1376-1458), già discepolo di Kasō Sōdon, acuì infatti gli attacchi di Ikkyū al monastero di Kyoto essendo stato, l'appena nominato abate, suo rivale ai tempi di Katada. 
Sempre a partire dal 1440, Ikkyū si dedicò con passione alle emergenti nuove arti giapponesi: la calligrafia, dove le sue opere vennero successivamente molto apprezzate; la poesia, dove studiò con il poeta Sōchō (宗長, 1448-1532); il teatro Nō, dove strinse rapporti con l'autore Komparu Zenchiku (金春禅竹, 1405-1468); il cha no yu, dove collaborò con il monaco Murata Shukō (村田珠光, 1427-1502) ai primi canoni di questa disciplina; la pittura, dove frequentò i pittori Bokkei Saiyo (n.d.) e Motsurin Shōtō (anche Bokusai, 墨斎, 1412?-1492). 
Nel 1447 abbandonò definitivamente il Daitoku-ji, ritirandosi in un eremo nei pressi di Kyoto che denominò "Capanna dell'asino cieco" e dove rimase fino al 1467, allorché la zona iniziò ad essere funestata dagli scontri che portarono al conflitto Ōnin, la guerra civile che devastò il paese per ben dieci anni. Dopo altre peregrinazioni ritornò, per ordine imperiale, al Daitoku-ji nel 1474, quando il monastero non era che un mucchio di rovine causate dalle guerre civili. Le conoscenze maturate durante la sua vita errabonda, gli consentirono tuttavia di raccogliere donazioni per la ricostruzione del monastero Daitoku-ji che venne rifondato e che lo ebbe come abate fin dal 1474. I suoi ultimi anni di vita li trascorse in disparte, nei pressi di un piccolo tempio, insieme ad una cantante cieca di nome Mori.
Morì in tarda età, a ottantasette anni, stroncato da un attacco di malaria, seduto nella postura del Loto.
(Ultima poesia, ai discepoli)

## Le opere
L'opera poetica maggiore di Ikkyū è il Kyōunshū (狂雲集, Antologia di nuvole pazze) che comprende circa mille poesie di stile cinese, tutte con metro di quattro versi con sette caratteri per verso. Una seconda opera poetica è il Jikaishū (自戒集, Raccomandazioni a se stesso). Oltre a queste opere poetiche è autore di alcune prose di carattere eminentemente buddista: Bukkigun (仏鬼軍, La guerra dei buddha e dei demoni), Maka hannya haramita singyō kai (Spiegazione del Sutra del cuore della perfezione di saggezza), Amida hadaka monogatari (阿弥陀裸物語, Il racconto di Amida nudo), Gaikotsu (骸骨, Scheletri).  Lo stile della sua poesia non prevedeva l'uso di caratteri fonetici hiragana  non presenti nell'alfabeto cinese. Assai dibattuta è la forte contraddizione tra la fede professata nelle sue poesie e le immagini sensuali, spesso assai crude, che appaiono con una certa frequenza nei suoi versi. La sua poesia è un susseguirsi di elevati concetti religiosi e di forti passioni carnali, queste ultime tutt'altro che fantasiose quali quelle suscitate dall'amante cieca Mori.
(Ikkyū 一休)

## Nella cultura di massa
Il protagonista della serie anime Ikkyusan il piccolo bonzo è basato sulla vita di Ikkyū Sōjun.